# Specklinia barbosana
Specklinia barbosana là một loài thực vật có hoa trong họ Lan. Loài này được (De Wild.) Campacci mô tả khoa học đầu tiên năm 2008.